# Seznam řek v Portugalsku
Seznam řek v Portugalsku (portugalsky řeka rio) obsahuje řeky, které mají na území Portugalska délku 100 km a více a také některé kratší.

## Tabulka řek
| Poř. | Řeka     | Délka (km) | Povodí (km²) | Ústí do         | Ústí kde                | Geodata (OSM) |
| ---- | -------- | ---------- | ------------ | --------------- | ----------------------- | ------------- |
| 1.   | Douro    | 325        | 95 000       | Atlantský oceán | Porto                   | OSM, WMF      |
| 2.   | Tejo     | 322        | 80 100       | Atlantský oceán | Lisabon                 | OSM, WMF      |
| 3.   | Guadiana | 240        | 68 000       | Atlantský oceán | Vila Real de San Antono | OSM, WMF      |
| 4.   | Mondego  | 227        | 6 700        | Atlantský oceán | Figueira da Foz         | OSM, WMF      |
| 5.   | Zêzere   | 215        | 5 043        | Tejo            | Constancia              | OSM, WMF      |
| 6.   | Sado     | 175        | 7 600        | Atlantský oceán | Setubal                 | OSM, WMF      |
| 7.   | Tâmega   | 150        | 3 200        | Douro           | Torrao                  | OSM, WMF      |
| 8.   | Vouga    | 148        | 3 635        | Atlantský oceán | Gafanha da Nazaré       | OSM, WMF      |
| 9.   | Mira     | 145        | 1 600        | Atlantský oceán | Vila Nova de Milfontes  | OSM, WMF      |
| 10.  | Minho    | 75         | 22 500       | Atlantský oceán | Caminha                 | OSM, WMF      |
| 11.  | Sorraia  | 60         | 7 556        | Tejo            | Lisabon                 | OSM, WMF      |